# Championnat de France de baseball Division 2 2016
Navigation
2015 2017
Le Championnat de France de baseball Division 2 2016 est la 4e édition de cette compétition qui rassemble cinq équipes qui s'affrontent pour accéder à la Division 1 du baseball français. 
| \| La Rochelle Montigny-le-Bretonneux Saint-Just-Saint-Rambert Eysines \| Localisation des clubs engagés dans le championnat. |
| La Rochelle Montigny-le-Bretonneux Saint-Just-Saint-Rambert Eysines                                                           |

## Déroulement
La saison régulière se déroule sur 10 journées, soit 16 matches par équipe. Les 4 premiers de la saison régulière s'affrontent lors des séries éliminatoires.

## Clubs
Clubs de l'édition 2016 :
| Equipe                                 | Ville                             | Stade               | Capacité           |
| -------------------------------------- | --------------------------------- | ------------------- | ------------------ |
| Duffyducks de Saint-Just-Saint-Rambert | Saint-Just-Saint-Rambert (Loire)  |                     |                    |
| Raiders d'Eysines                      | Eysines (Gironde)                 |                     |                    |
| Les Boucaniers de la Rochelle          | La Rochelle (Charente-Maritime)   | Boucan' Field       |                    |
| Cougars de Montigny-le-Bretonneux      | Montigny-le-Bretonneux (Yvelines) | Stade Jean-Maréchal | 350 places assises |
| Équipe Fédérale                        |                                   |                     |                    |

## Saison régulière

### Matchs
| Résultats (▼dom., ►ext.)                                   | St-Just-St-Rambert | Eysines       | La Rochelle    | Montigny-le-Bretonneux | Équipe Fédérale |
| Saint-Just-Saint-Rambert                                   |                    | 8 - 1 6 - 3   | 19 - 11 4 - 11 | 1 - 12 5 - 7           | -               |
| Eysines                                                    | 8 - 18 7 - 20      |               | 7 - 9 11 - 10  | 5 - 10 0 - 11          | 8 - 21 6 - 16   |
| La Rochelle                                                | 8 - 5 13 - 14      | 20 - 8 13 - 3 |                | 12 - 9 11 - 13         | 13 - 9 6 - 12   |
| Montigny-le-Bretonneux                                     | 9 - 2 13 - 7       | 9 - 0         | 14 - 4 8 - 18  |                        | 9 - 6 6 - 15    |
| Équipe Fédérale                                            | 5 - 4 7 - 6        | 13 - 12 5 - 4 | 6 - 0 3 - 2    | 13 - 12 5 - 4          |                 |
| - Victoire à domicile - Match nul - Victoire à l'extérieur |                    |               |                |                        |                 |

Résultats issus du site de la FFBS

### Classement
| Pl. | Équipe                   | J  | V  | D  | %    |
| --- | ------------------------ | -- | -- | -- | ---- |
| 1   | Équipe Fédérale          | 14 | 12 | 2  | .857 |
| 2   | Montigny-le-Bretonneux   | 16 | 11 | 5  | .688 |
| 3   | La Rochelle              | 16 | 8  | 8  | .500 |
| 4   | Saint-Just-Saint-Rambert | 14 | 6  | 8  | .429 |
| 5   | Eysines                  | 16 | 1  | 15 | .63  |

|  | Qualifications                                                |
|  | Barrage pour la relégation en Nationale 1                     |
|  | (P) : Promus de la Nationale 1 (R) : Relégué de la Division 1 |

## Play-off

### 1/2 finales et finale
| Match | Date         | Recevant               | Visiteur               | Score |
| ----- | ------------ | ---------------------- | ---------------------- | ----- |
| 1     | 10 septembre | Eysines                | Montigny-le-Bretonneux | 0 - 9 |
| 2     | 11 septembre | Eysines                | Montigny-le-Bretonneux | 0 - 9 |
| 3     | 17 septembre | Montigny-le-Bretonneux | Eysines                | 9 - 0 |

| Match | Date         | Recevant                 | Visiteur                 | Score   |
| ----- | ------------ | ------------------------ | ------------------------ | ------- |
| 1     | 10 septembre | Saint-Just-Saint-Rambert | La Rochelle              | 15 - 7  |
| 2     | 11 septembre | Saint-Just-Saint-Rambert | La Rochelle              | 23 - 14 |
| 3     | 17 septembre | La Rochelle              | Saint-Just-Saint-Rambert | 8 - 18  |

| Match | Date         | Recevant                 | Visiteur                 | Score   |
| ----- | ------------ | ------------------------ | ------------------------ | ------- |
| 1     | 24 septembre | Saint-Just-Saint-Rambert | Montigny-le-Bretonneux   | 11 - 10 |
| 2     | 25 septembre | Saint-Just-Saint-Rambert | Montigny-le-Bretonneux   | 6 - 7   |
| 3     | 1er octobre  | Montigny-le-Bretonneux   | Saint-Just-Saint-Rambert | 12 - 11 |
| 4     | 2 octobre    | Montigny-le-Bretonneux   | Saint-Just-Saint-Rambert | 8 - 13  |
| 5     | 2 octobre    | Montigny-le-Bretonneux   | Saint-Just-Saint-Rambert | 21 - 11 |

* L'équipe avec l'avantage terrain en finale est celle qui est le mieux classée en saison régulière.

### Récompenses
Voici les joueurs récompensés à l'issue de la finale:
- MVP:
- Meilleur lanceur:
- Meilleur frappeur:

## Classement final
| Pl. | Équipe                       |
| --- | ---------------------------- |
| 1   | Montigny-le-Bretonneux       |
| 2   | Saint-Just-Saint-Rambert (P) |
| 3   | La Rochelle                  |
| 4   | Équipe Fédérale              |
| 5   | Eysines                      |

| Légende : Qualifications et relégations | Légende : Qualifications et relégations                       |
| --------------------------------------- | ------------------------------------------------------------- |
|                                         | Barrage de montée en Division 2                               |
|                                         | Barrage de relégation en Nationale 1                          |
|                                         | (P) : Promus de la Nationale 1 (R) : Relégué de la Division 1 |